# …bugiardo più che mai… più incosciente che mai…
…bugiardo più che mai… più incosciente che mai… је студијски албум италијанске певачице Мине. Албум је издат новембру 1969. за издавачку кућу PDU. 
Албум је провео 22 недеље на врху италијанске листе (што је један од најбољих резултата икада), а такође је постао најпродаванији у Италији за 1970. годину.

## Списак пјесама
| №  | Назив                     | Аутор(и)                                     | Трајање |  |
| 1. | Un’ombra                  | Паоло Лимити, Клаудио Дајано, Роберто Софичи | 3:22    |  |
| 2. | Un giorno come un altro   | Нино Ферер                                   | 2:45    |  |
| 3. | Una mezza dozzina di rose | Мина, Паоло Лимити, Аугусто Мартинели        | 3:57    |  |
| 4. | Emmanuelle                | Антонио Амури, Ђжани Ферио                   | 3:09    |  |
| 5. | Com açucar, com afeto     | Шику Буарки                                  | 4:15    |  |
| 6. | Non c’è che lui           | Мариса Терци, Карло Роси                     | 3:36    |  |

| №  | Назив                  | Аутор(и)                         | Трајање |  |
| 1. | Bugiardo e incosciente | Паоло Лимити, Жуан Мануель Серат | 6:16    |  |
| 2. | I problemi del cuore   | Пино Масара, Клаудио Дајано      | 3:44    |  |
| 3. | Ma è soltanto amore    | Џорџо Калабрезе, Ђан Ревербјери  | 2:52    |  |
| 4. | Non credere            | Могол, Аскри, Роберто Софичи     | 4:06    |  |
| 5. | Il poeta               | Бруно Лауци                      | 2:58    |  |
| 6. | Attimo per attimo      | Антонио Амури, Берто Пизано      | 3:16    |  |

## Позиције на листама

### Недељне листе
| Листа (1969–70)           | Највиша позиција |
| ------------------------- | ---------------- |
| Италија (Musica e dischi) | 1                |

### Годишње листе
| Листа (1970)              | Позиција |
| ------------------------- | -------- |
| Италија (Musica e dischi) | 1        |